# 원계방
원계방(元季方, 생몰년 미상)은, 중국 당(唐)의 관리이다. 하남 원씨(河南元氏) 출신으로 북위(北魏)의 경조왕(京兆王) 탁발자추(拓跋子推)의 후예이며, 원만경(元万顷)의 증손이자 원정(元正)의 아들이며, 원의방(元義方)의 남동생이다.
원계방은 명경과(明經科)에 합격하여 초구현위(楚丘縣尉)를 역임하고 전중시어사(殿中侍御史)로 발탁되었다. 병부상서 왕소가 표문을 올려 그를 추천해 탁지원외랑(度支員外郎)으로 삼았으며, 이후 금부낭중(金部郎中), 선부낭중(膳部郎中)으로 전임되었고, 모두 '그 직책에 어울리는 유능한 인사'라는 호평을 받았다. 
영정(永貞) 원년(805년) 왕숙문(王叔文)이 집권하게 되자 원계방이 자신을 따르지 않을까 저어하여 기용하지 않고, 그를 병부랑중으로 삼고 지절로써 신라에서 막 즉위한 김중흥(애장왕)에 대한 책봉 사절 명목으로 내보내려 하였다. 신당서에는 당시 신라에서는 당 덕종(德宗)이 승하하고 당 전역이 국상 중이라는 소식에 원계방이 제때 돌아가는 것을 허락하지 않고 양식도 제대로 공급해 주지 않았는데, 이에 원계방이 항의하여 문을 걸어잠그고 단식하자 신라측에서는 그에게 사과하였으며, 원계방은 사절로써의 임무를 마치고 돌아갔다. 
사망하였을 때 나이는 51세였으며, 동주자사(同州刺史)가 추증되었다. 

## 참고자료
- 신당서(新唐書) 권201 열전제126 문예 상 및 같은 책 권220 열전제145 신라
- 구당서(舊唐書) 권199 열전제149상 신라